# Tubax
El tubax es un saxofón modificado y desarrollado en 1999 por el fabricante de instrumentos alemán Benedikt Eppelsheim. Está disponible con el tamaño de un saxofón contrabajo afinado en mi♭ y si♭ o como un subcontrabajo en do. 

## Descripción
Aunque el tubax tenga la misma digitación, boquilla y caña que un saxofón normal, hay alguna controversia sobre si este instrumento es técnicamente un verdadero saxofón, ya que tiene un taladro mucho más estrecho (aunque también es cónico). Unos sugieren que este diseño de taladro estrecho hace que el tubax se asemeje al sarrusofón, un instrumento de doble caña. Sin embargo, el taladro del tubax es mucho más grande que el tamaño correspondiente del sarrusofón y su sonido tiene un timbre más rico y una presencia perceptiblemente más acústica. El primer tamaño de tubax que fue desarrollado fue como el de un saxofón contrabajo afinado en mi♭.

## Registro
El tubax tiene el mismo registro que un saxofón contrabajo normal, pero es mucho más compacto y, así más manejable, debido a que su tubo está doblado más veces. Usa una boquilla de saxofón barítono. Mientras el timbre del tubax en mi♭ es más concentrado y compacto que el del saxofón contrabajo de tamaño natural, este también se funde bien con otros tamaños de saxofones y puede ser interpretado con gran agilidad debido a su diseño de taladro eficiente con el flujo del aire.